# Provincia di Belluno
La provincia di Belluno è una provincia italiana del Veneto di 197 235 abitanti. Il territorio, amministrativamente il più vasto della regione, è totalmente montano e si estende per 3610,20 km² nel settore delle Alpi Sud-orientali, dove è compresa la maggior parte dei gruppi dolomitici per cui può essere ritenuta la provincia delle Dolomiti. Il Piave, che la attraversa da nord a sud nell'omonima valle, costituisce il principale bacino idrografico della provincia.
Secondo l'indagine annuale de Il Sole 24 Ore, la provincia di Belluno si è classificata al primo posto fra le province italiane per qualità della vita nel 2017, replicando il primato del 2009 e migliorando altresì le posizioni del 2008 e 2007 che la avevano vista comunque al secondo e quarto posto.
Nell'annuale classifica delle province italiane per la migliore qualità di vita, redatta da ItaliaOggi con la collaborazione dell'Università "La Sapienza", nel 2017 si piazza al terzo posto dietro a Bolzano e Trento. Il PIL pro capite nominale, secondo dati Unioncamere relativi al 2009, si attesta sui 29 453 €. Nonostante una buona qualità della vita, la provincia soffre da anni di spopolamento.
L'Ente ha sede nello storico Palazzo Piloni, in Piazza Duomo a Belluno.

## Protostoria
Nella località di Lagole, a Calalzo, si trova un sito paleoveneto con i resti di un santuario dedicato ad una divinità sanante, risalente a circa il V secolo a.C. Un secondo sito di maggiori dimensioni è stato rinvenuto a Mel. La Necropoli di Mel, utilizzata in modo continuativo dai Veneti Antichi dall'VIII al V secolo a.C. fu scoperta nel 1958. Fino all'inizio degli anni ottanta sono state scavate circa 80 tombe, nel 1962 furono inoltre messi in luce, nella zona meridionale della necropoli, verso la strada provinciale che da Mel conduce a Belluno, sette recinti, definiti circoli; in seguito furono riconosciute le tracce di almeno altri due recinti parzialmente conservati. Molti reperti hanno rivisto la luce, soprattutto statuette di bronzo e un elevato numero di iscrizioni venetiche tuttora esposte al Museo archeologico cadorino a Pieve di Cadore e al Museo Civico Archeologico di Mel. Feltre è invece di probabile origine retica, come Trento e Verona, così come riportato da Plinio il Vecchio.

## Storia
I primi insediamenti nella zona di Belluno furono favoriti dalla difendibilità del luogo, mentre prima dei quali il territorio era un luogo di passaggio, fatto di piccoli centri non stabili.
Diversi sono poi i siti archeologici che testimoniano la presenza, già dall'età della pietra, di insediamenti umani. I primi abitatori stabili della zona furono i Paleoveneti, popolazione italica indoeuropea. In generale reperti archeologici testimoniano una forte influenza della cultura celtica.
Gli stessi Celti furono poi cacciati dai Romani, che a partire dal 181 a.C. dominarono l'intero Bellunese. Al declino dei Romani seguì un lungo periodo di conquiste, passaggi di mano, e invasioni; una stabilità si ritrovò alla morte di Teodorico.
L'attuale provincia di Belluno fu un territorio con diverse località interessate dalle vicende umane e storiche che si svolsero tra il XI secolo e il XIII secolo e dalle numerose proprietà che videro protagonisti i vari componenti della famiglia degli Ezzelini. Proprietà che furono certosinamente accertate, censite e documentate dopo la loro definitiva sconfitta avvenuta nel 1260. Dal 1404 al 1797 il Bellunese fa parte della Serenissima Repubblica di Venezia (il Cadore con Ampezzo, prima dipendenti dal Principato patriarcale di Aquileia, dal 1420), e, dopo la parentesi napoleonica, dell'Austria fino al 1866, per poi entrare a fare parte, per la quasi totalità dei suoi comuni, del Regno d'Italia. Nel 1923 alla provincia sono aggregati i comuni di Cortina d'Ampezzo, Colle Santa Lucia e Livinallongo del Col di Lana, per i secoli precedenti parti dell'Austria Ungheria (Tirolo) e (dal 1918 al 1923) del Trentino-Alto Adige. Dal dicembre 2017 il comune di Sappada è passato al Friuli-Venezia Giulia.
Il 22 ottobre 2017, in concomitanza con il referendum sull'autonomia del Veneto, la provincia di Belluno ha organizzato un referendum consultivo per il rafforzamento della specificità provinciale.

## Geografia fisica

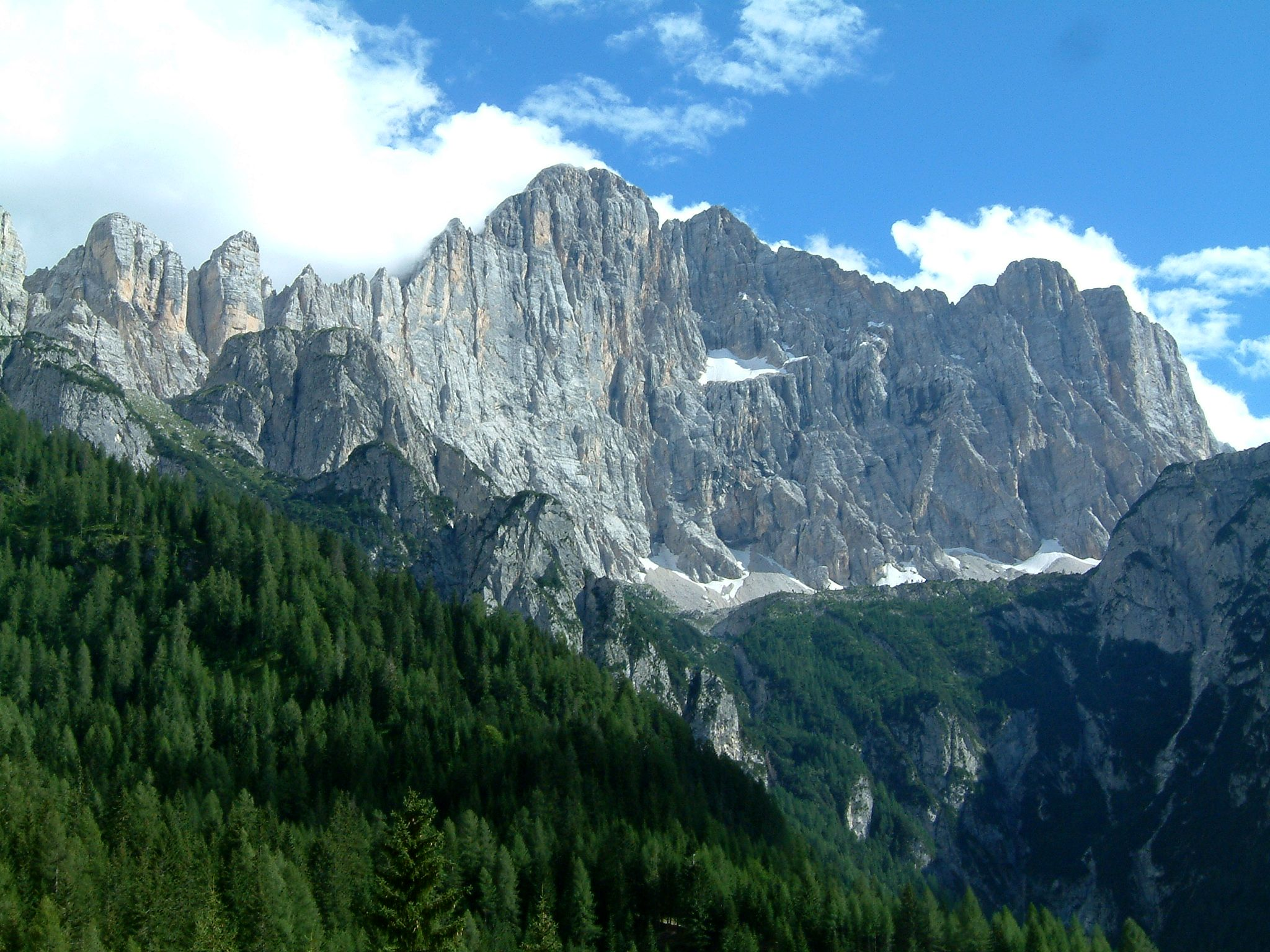
Monte Civetta

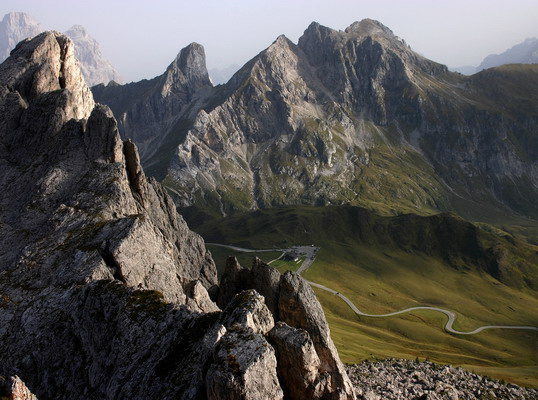
Il Passo di Giau visto dal Nuvolau

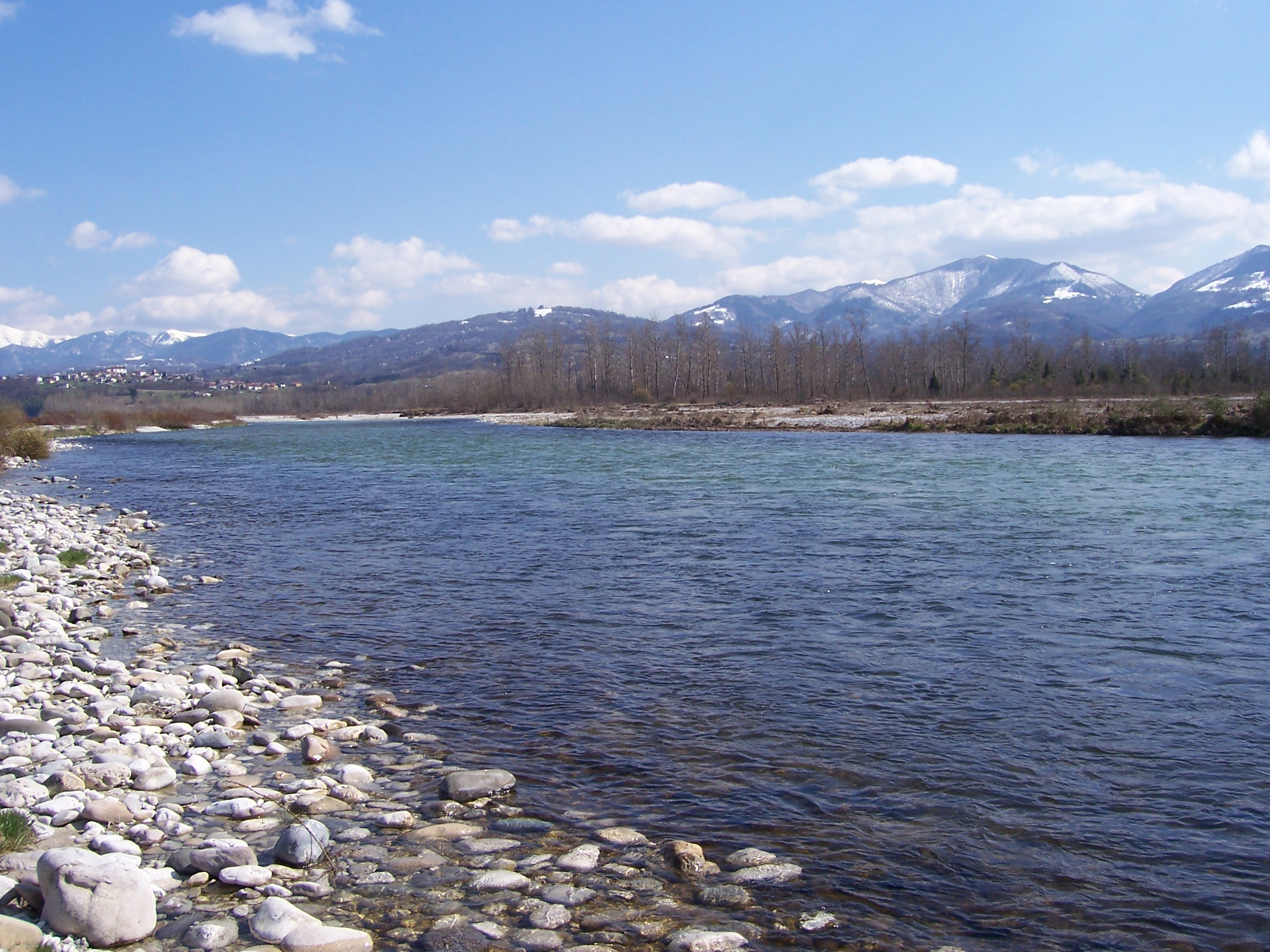
Il fiume Piave tra Mel e Santa Giustina

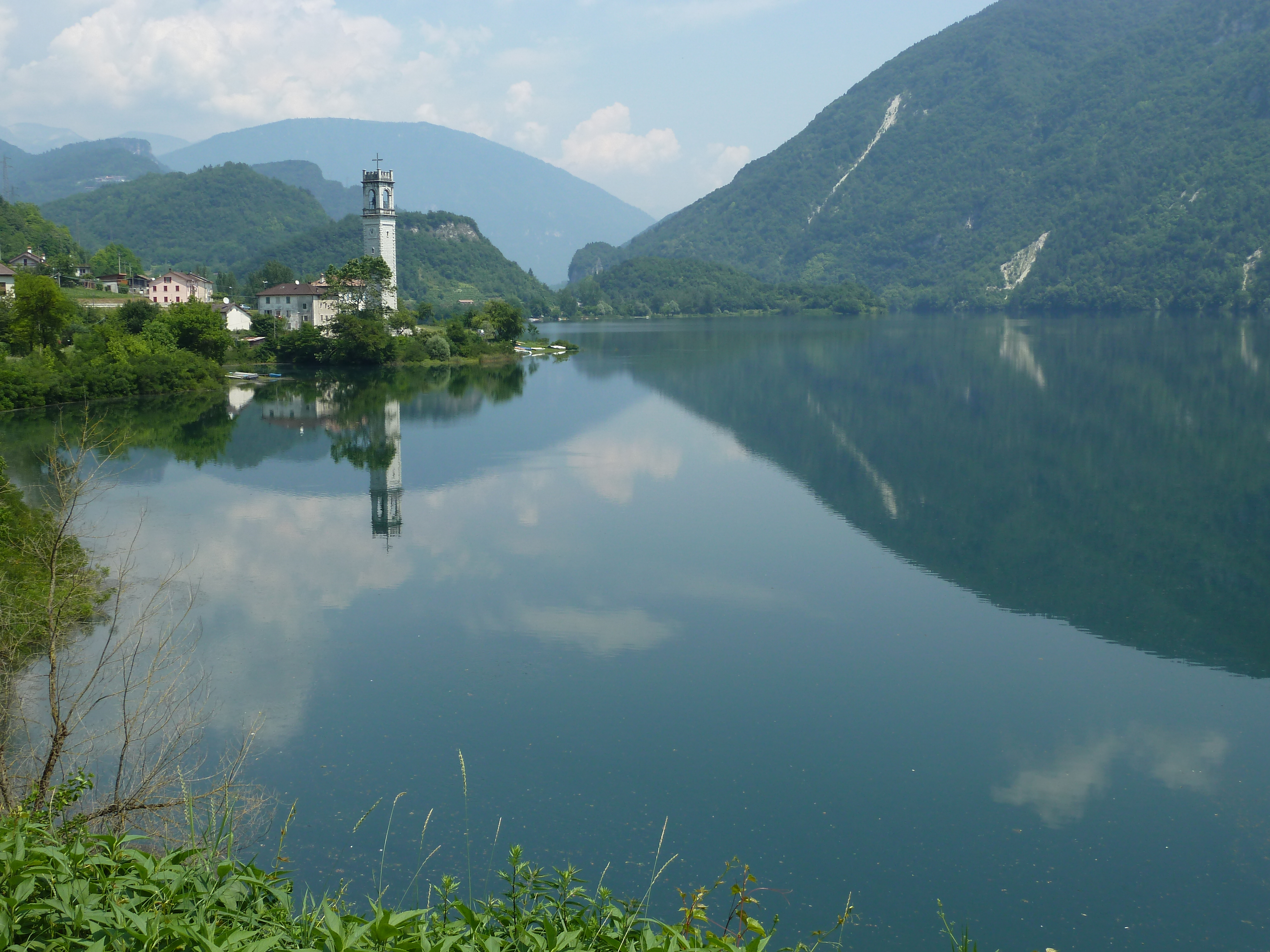
Il lago del Corlo con l'abitato di Rocca

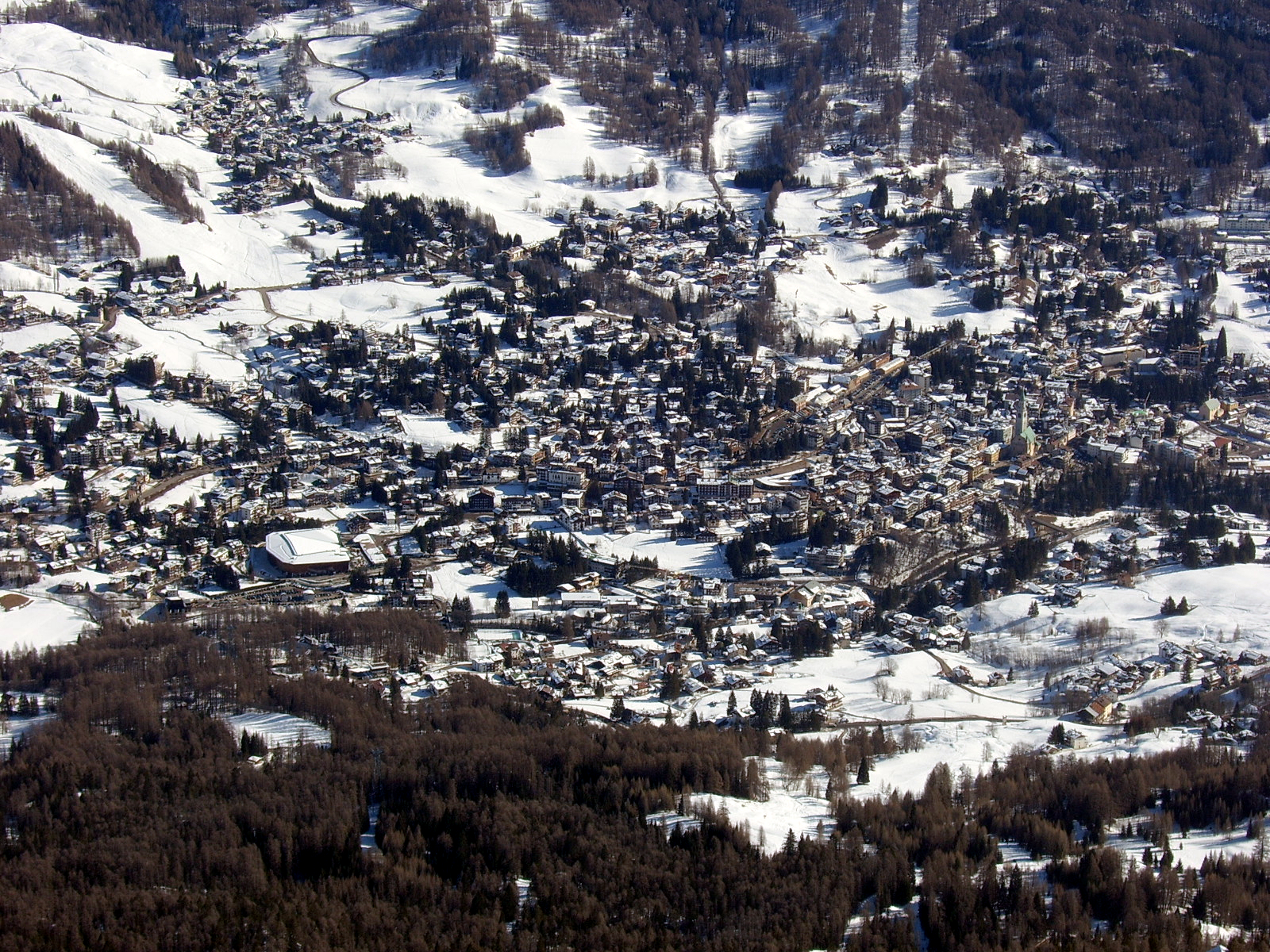
Veduta dell'abitato di Cortina d'Ampezzo

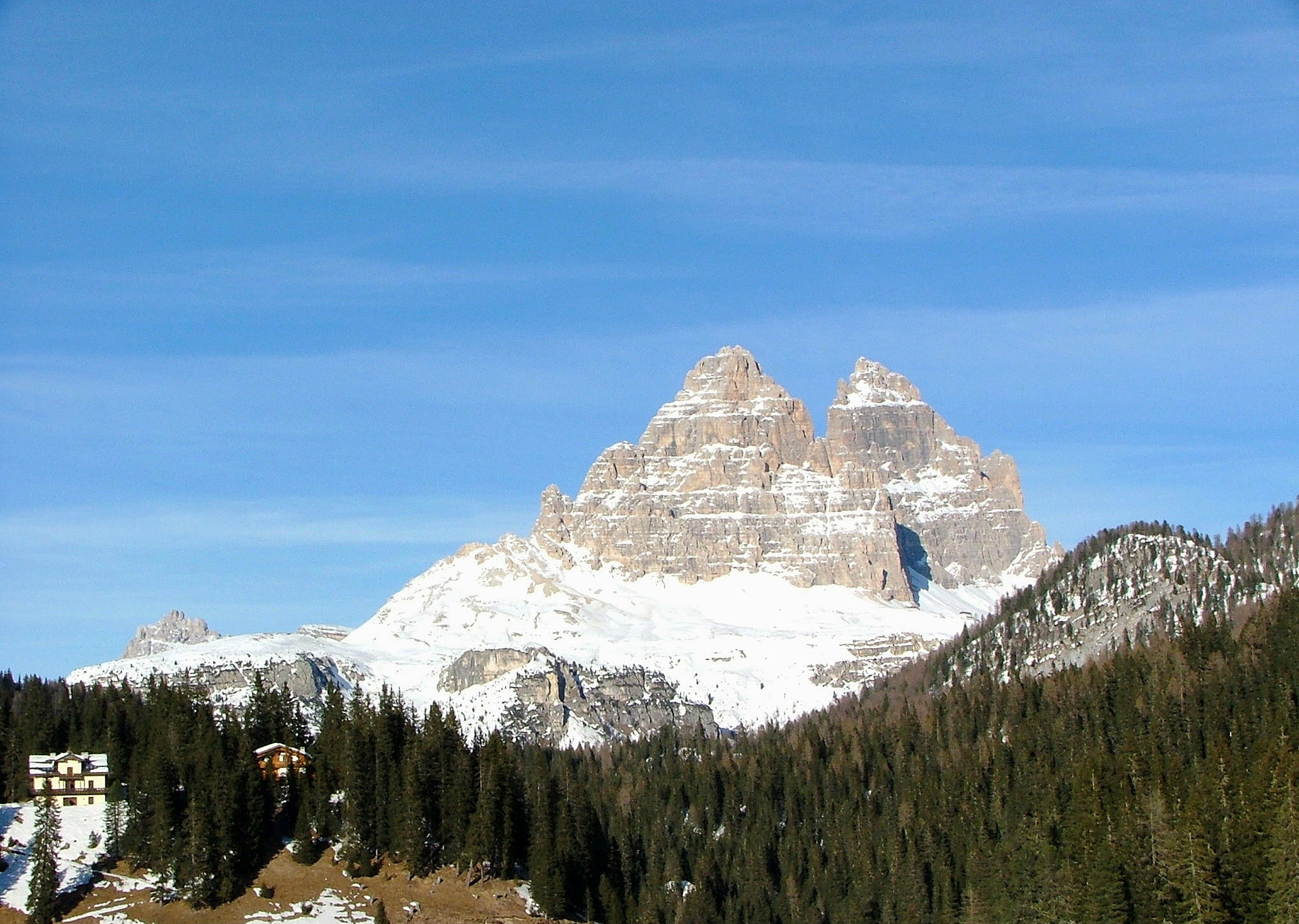
Le Tre Cime di Lavaredo dal lago di Misurina

Posta nella parte settentrionale della regione, la provincia, estesa ed interamente montana con le sue valli alpine tra Dolomiti, Alpi Carniche e Prealpi Venete, si suddivide in nove regioni storico-geografiche:
- Agordino, corrispondente all'alto e medio bacino del torrente Cordevole escluso Fodom;
- Livinallongo e Colle, corrispondente ai comuni di Livinallongo del Col di Lana e Colle Santa Lucia;
- Alpago, corrispondente al bacino del torrente Tesa e gravitante attorno al lago di Santa Croce;
- Ampezzo, comprendente il comune di Cortina d'Ampezzo;
- Cadore, corrispondente alla valle del Boite (con l'eccezione d'Ampezzo), la val d'Ansiei e parte dell'alto bacino del Piave;
- Comelico, estremo nord del Cadore, corrispondente all'alta valle del Piave (con l'eccezione di Sappada) e alla valle del torrente Padola;
- Feltrino, territorio compreso tra il Piave e il torrente Cismon;
- Bellunese (in senso stretto) coincidente con la valle del Piave da Castellavazzo fino a Lentiai (in sinistra Piave) e Sedico (in destra Piave);
- Zoldo, identificabile con la valle percorsa dal torrente Maè.

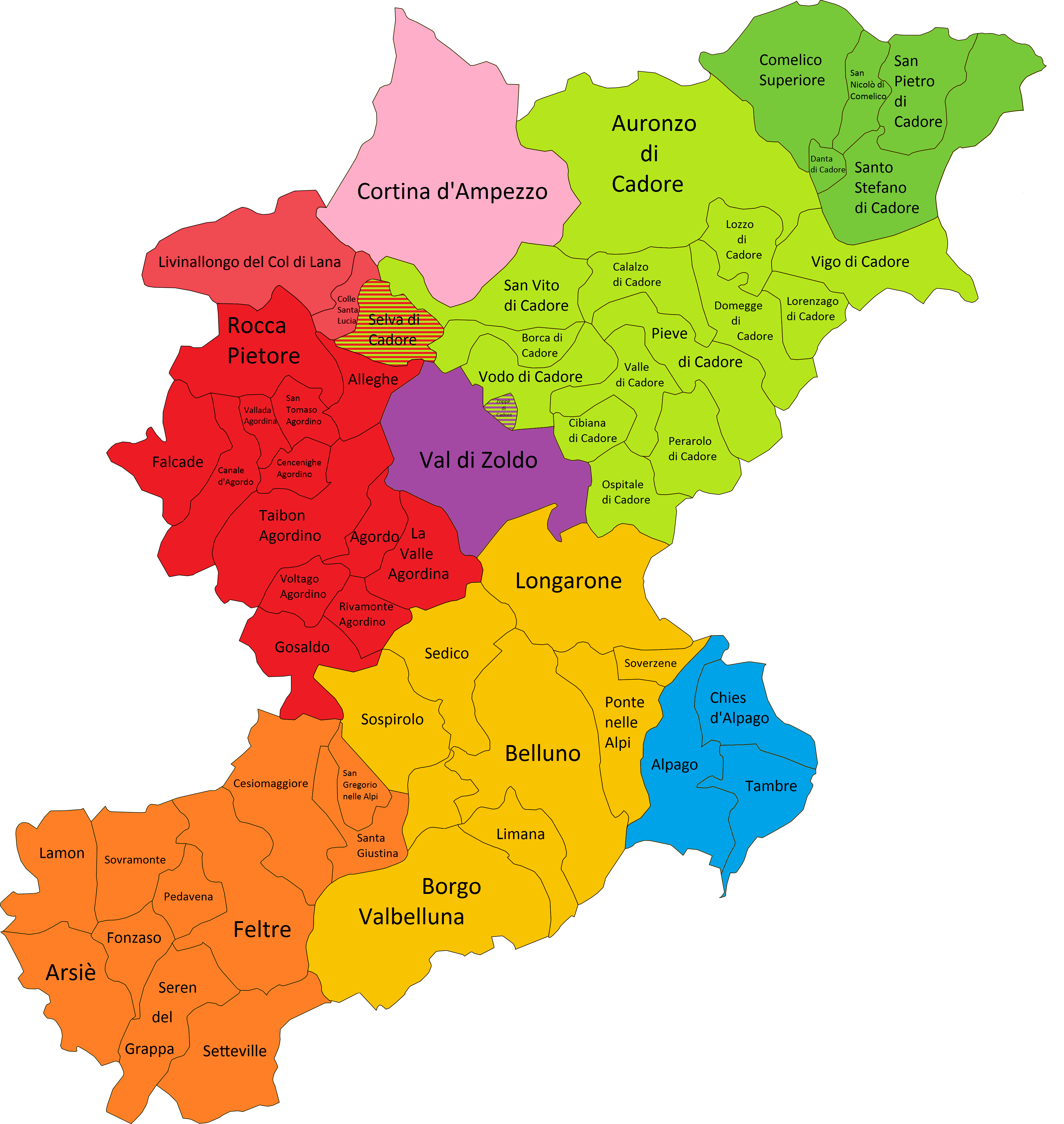
Mappa della provincia di Belluno per aree culturali.
Feltrino
Agordino
Livinallongo e Colle
Bellunese
Alpago
Zoldo
Ampezzo
Cadore
ComelicoSi notino i territori di Selva di Cadore e di Zoppè di Cadore, il primo di transizione tra Agordino e Cadore, il secondo tra Zoldano e Cadore.

     Feltrino
     Agordino
     Livinallongo e Colle
     Bellunese
     Alpago
     Zoldo
     Ampezzo
     Cadore
     Comelico

### Confini
La provincia di Belluno confina a nord con l'Austria (Tirolo e, per pochi chilometri, Carinzia), a est con il Friuli-Venezia Giulia (ex province di Udine e Pordenone), a sud con le province venete di Treviso e Vicenza, a ovest con il Trentino-Alto Adige (province di Trento e Bolzano). Ad eccezione dei settori sudoccidentale e centro-orientale, i confini amministrativi sono in larga parte coincidenti con quelli del bacino del Piave.

### Orografia
Gran parte della provincia è occupata dalle Dolomiti, patrimonio dell'umanità dell'UNESCO, con le vette delle Tofane, delle Tre Cime di Lavaredo, del Monte Pelmo, del Monte Civetta, della Moiazza, del monte Antelao, del Cristallo, del gruppo delle Marmarole, del Sorapis, dei Cadini di Misurina, della Croda Rossa d'Ampezzo, del Sella della Marmolada e delle Pale di San Martino (queste ultime tre al confine con il Trentino-Alto Adige).
Nella parte più meridionale sorge la catena delle Prealpi bellunesi con il Col Visentin, il monte Cesen, il Monte Grappa, il Col Nudo.
Nella parte meridionale della provincia si estende la Valbelluna, la valle più ampia e maggiormente abitata della provincia in cui sorge anche il capoluogo e sulla quale si stagliano, a sud a ed est, le citate Prealpi Bellunesi e, a nord, le prime vette dolomitiche del Gruppo della Schiara, ricomprese nel Parco Nazionale delle Dolomiti Bellunesi.
Di seguito vengono elencate le principali cime oltre i 3000 m s.l.m., limitandosi nel caso di più cime appartenenti allo stesso gruppo alla cima più elevata.
| Cima                  | Quota (m s.l.m.) | Gruppo                |
| --------------------- | ---------------- | --------------------- |
| Punta Penia           | 3348             | Marmolada             |
| Antelao               | 3264             | Antelao               |
| Tofana di Mezzo       | 3244             | Tofane                |
| Cristallo             | 3221             | Cristallo             |
| Civetta               | 3220             | Civetta               |
| Punta Sorapiss        | 3205             | Sorapiss              |
| Vezzana               | 3192             | Pale di San Martino   |
| Pelmo                 | 3168             | Pelmo                 |
| Piz Boè               | 3152             | Sella                 |
| Croda Rossa d'Ampezzo | 3146             | Croda Rossa d'Ampezzo |
| Croda dei Toni        | 3094             | Croda dei Toni        |
| Cima Undici           | 3092             | Popera                |

### Passi e valichi
In virtù della conformazione montana, numerosi sono i passi e i valichi che permettono i collegamenti tra il bellunese e le province confinanti oppure interni. Nel settore settentrionale i collegamenti con la provincia di Bolzano sono garantiti dai passi Campolongo, Valparola (nell'Agordino), Cimabanche (Ampezzo) e Monte Croce di Comelico (Comelico); ad est quelli con la provincia di Udine dai valichi di Cima Sappada (sito in territorio friulano a seguito del passaggio del comune di Sappada al Friuli-Venezia Giulia), Forcella Lavardet e Passo della Mauria mentre per raggiungere il pordenonese attraverso la Valcellina è necessario percorrere il Passo di Sant'Osvaldo, sito però in territorio friulano. A sud, la Sella di Fadalto e il Passo di San Boldo ed il Passo di Praderadego, poco conosciuto, raggiungibile salendo da Gus e svoltando a destra una volta arrivati a Carve, garantiscono i collegamenti con il trevigiano e la pianura veneta (vi sono però anche collegamenti attraverso la valle del Piave privi di valichi). Ad ovest i passi Valles, San Pellegrino (situato però in provincia di Trento), Pordoi e Fedaia consentono di raggiungere il Trentino.
All'interno della provincia rivestono importanza i passi Giau e Falzarego (tra Ampezzo e Agordino), Duran e Staulanza (tra Agordino e Zoldo), Cibiana (tra Zoldo e Cadore), Forcella Aurine (interna all'Agordino) e Tre Croci (tra Cadore e Ampezzo). Alcuni dei passi citati, situati nella parte settentrionale della provincia, superano i 2000 m s.l.m.:
| Passo              | Altezza (m s.l.m.) | Collegamento                                    |
| ------------------ | ------------------ | ----------------------------------------------- |
| Passo Pordoi       | 2239               | Arabba (Livinallongo del Col di Lana), Canazei  |
| Passo di Giau      | 2232               | Cortina d'Ampezzo, Selva di Cadore              |
| Passo di Valparola | 2192               | Passo di Falzarego, Alta Badia                  |
| Passo di Falzarego | 2117               | Livinallongo del Col di Lana, Cortina d'Ampezzo |
| Passo Fedaia       | 2057               | Rocca Pietore, Canazei                          |
| Passo Valles       | 2032               | Falcade, Predazzo                               |

### Idrografia
La provincia ricade per la maggior parte (92,8%) nel bacino del Piave: dei 63 comuni, solo 3 (Arsiè, Fonzaso e Lamon, appartenenti al bacino del Brenta) non ricadono almeno parzialmente in tale area. La rimanente parte della provincia si estende parzialmente anche sui bacini di Adige, Livenza e Tagliamento.
Il Piave è il principale corso d'acqua che attraversa la provincia, sia per portata, ampiezza di bacino e lunghezza, sia per la rilevanza economica che il fiume ha avuto nel corso dei secoli per le popolazioni rivierasche. Altri corsi d'acqua importanti sono, ordinati secondo la portata media, il Cordevole, il Boite, l'Ansiei e il Maè, tutti tributari del Piave. A questi va aggiunto il Cismon, che attraversa il Feltrino e confluisce poi nel Brenta.
Numerosi sono anche i laghi, sia naturali che artificiali (questi ultimi realizzati tutti prima del 1963, anno in cui la strage del Vajont bloccò i programmi per la costruzione di nuovi impianti). Tra i laghi naturali figurano quello di Misurina, Alleghe e Santa Croce (questi ultimi due sono di origine naturale, ma in seguito sono stati chiusi da dighe artificiali per permettere il controllo del deflusso e aumentarne la capacità d'invaso); tra i laghi artificiali vi sono quelli di Auronzo, del Centro Cadore, di Fedaia, del Mis, della Stua e del Corlo.

### Centri abitati
Il principale centro abitato della provincia è Belluno (35 833 ab.); secondo per popolazione è Feltre (20 560 ab.), capoluogo del Feltrino; terzo Borgo Valbelluna (13 699 ab.). Gli altri centri importanti ricadono nei capoluoghi di vallata: Agordo, capoluogo dell'Agordino (4 117 ab.), Pieve di Cadore, capoluogo del Cadore (3 753 ab.), Cortina d'Ampezzo, capoluogo d'Ampezzo (5 842 ab.). La parte più abitata dalle provincia è la Valbelluna dove 7 comuni superano la popolazione di 5 000 abitanti: Alpago, Limana, Longarone, Borgo Valbelluna, Santa Giustina, Sedico e Ponte nelle Alpi.

## Clima[12]

### Rete di monitoraggio
La rete di rilevazione delle grandezze meteorologiche nella provincia di Belluno è composta da 50 stazioni meteorologiche automatiche gestite dall'ARPA Veneto che inviano i dati ai centri di Teolo e Belluno. A questa rete va aggiunta la rete nivometeorologica, che consta di 10 stazioni che trasmettono i dati al centro di Arabba. Vi è infine un progetto, che coinvolge l'ARPA Veneto ed altri enti ed associazioni amatoriali, che effettua il monitoraggio di numerose doline del Triveneto: è nell'ambito di questo progetto che nel dicembre 2010, nelle Pale di San Martino è stata registrata la temperatura minima registrata in Italia di -48,3 °C. A queste si affianca una fitta rete di stazioni meteorologiche amatoriali.

### Descrizione climatica

#### Classificazione climatica
Dei 60 comuni della provincia, 59 ricadono in zona F, mentre Borgo Valbelluna appartiene alla zona E. Il comune con il valore più elevato di gradi giorno è Zoppè di Cadore (4891) mentre quello con il valore minimo è Borgo Valbelluna (2879).

#### Temperatura
La provincia di Belluno presenta, in virtù della conformazione orografica, caratteristiche climatiche assai diverse da zona a zona. Per quanto riguarda le temperature, viene di seguito fatta una distinzione in base alla quota.
- Fondovalle, fino a 700 m s.l.m. In queste aree il clima è meno rigido rispetto alle zone prettamente montane, segnando il passaggio da quello oceanico (Cfb) a quello continentale umido (Dfb). La temperatura media annuale è compresa tra 9 °C (registrati nelle zone più elevate) e 11,9 °C (registrati nel Feltrino)[senza fonte]. Nella stagione invernale le temperature minime vanno regolarmente sotto zero mentre i giorni di ghiaccio non sono molto frequenti e solitamente concentrati a gennaio e febbraio. In estate, specialmente nei fondovalle, le temperature possono superare i 30 °C, mentre la media delle massime è compresa tra i 24 e i 28 °C delle zone più calde (bassa Valbelluna, Feltrino e Longaronese).
- Valli interne, da 700 a 1500 m s.l.m. In queste zone il clima è continentale umido (Dfb). Gli inverni sono piuttosto rigidi, localmente anche a quote inferiori ai 1000 m s.l.m. (come ad esempio Santo Stefano di Cadore), con temperature medie minime nei mesi più freddi che possono raggiungere i -10 °C; la media minima scende sotto lo zero da novembre a marzo (localmente aprile, come Sappada). In estate le medie massime oscillano tra i 19 e i 24 °C e le giornate di calura si registrano solo nelle stazioni alle quote più basse.
- Valli tra 1500 e 1900 m s.l.m. In questi territori il clima è continentale freddo (Dfc). Gli inverni sono lunghi, con precipitazioni nevose che possono avvenire da settembre a maggio. Nei mesi invernali sono frequenti le giornate di ghiaccio, le temperature medie minime annuali possono essere inferiori a 0 °C. Le estati sono brevi, con possibili giorni di ghiaccio anche in giugno e agosto; la temperatura media minima è compresa tra 7 e 10 °C, mentre la massima oscilla a seconda delle zone da 16 a 20 °C.
- Alta montagna. Sopra i 1900 m s.l.m. c'è il clima freddo della tundra di altitudine (ET); ad eccezione delle attività turistiche localizzate in corrispondenza dei principali passi, non vi sono più insediamenti abitati permanentemente. Gli inverni sono lunghi e con temperature medie massime inferiori a 0 °C da dicembre a febbraio-marzo. Le estati sono fresche, con temperature notturne che a 1900–2200 m s.l.m. sono comprese tra 6 e 8,5 °C e che, oltre i 3000 m, possono essere inferiori allo 0; la media delle massime difficilmente supera i 15 °C alle quote più basse mentre non supera i 5 alle quote più elevate.

Valutando la medie annuale, le escursioni termiche sono più marcate nelle valli (10-12 °C) che in quota (6-7 °C) e nella stagione calda che in quella fredda.
A livello di microclima, è possibile trovare località con valori estremi delle temperature minimi molto bassi se rapportati alla quota: ad esempio, nel 2005, vennero registrati -35 °C in Cansiglio (loc. Valmenera, ad quota di circa 900 m s.l.m.) in tali ambiti si registrano escursioni termiche molto ampie, con variazioni di temperatura repentine in pochi minuti.

#### Precipitazioni
Le precipitazioni, in accordo con il regime caratteristico delle Alpi, sono piuttosto scarse nel periodo invernale e più abbondanti nel periodo estivo, con un massimo autunnale meno marcato nel settore nordoccidentale. A livello di provincia, le precipitazioni risultano più abbondanti nel settore prealpino (Feltrino, Alpago) con accumuli annuali che raggiungono i 1600–1800 mm e con massimi mensili tra ottobre e novembre di 200–250 mm. Spostandosi verso nord gli accumuli scendono a 1300 mm, con punte minime tra Ampezzano e alto Agordino inferiori ai 1100 mm. I giorni di pioggia sono compresi ovunque tra 105 e 115 per anno.

## Società

### Evoluzione demografica
Abitanti censiti

## Comuni

Gonfalone provinciale

Appartengono alla provincia di Belluno 60 comuni:
- Agordo
- Alleghe
- Alpago
- Arsiè
- Auronzo di Cadore
- Belluno
- Borca di Cadore
- Borgo Valbelluna
- Calalzo di Cadore
- Canale d'Agordo
- Cencenighe Agordino
- Cesiomaggiore
- Chies d'Alpago
- Cibiana di Cadore
- Colle Santa Lucia
- Comelico Superiore
- Cortina d'Ampezzo
- Danta di Cadore
- Domegge di Cadore
- Falcade
- Feltre
- Fonzaso
- Gosaldo
- La Valle Agordina
- Lamon
- Limana
- Livinallongo del Col di Lana
- Longarone
- Lorenzago di Cadore
- Lozzo di Cadore
- Ospitale di Cadore
- Pedavena
- Perarolo di Cadore
- Pieve di Cadore
- Ponte nelle Alpi
- Rivamonte Agordino
- Rocca Pietore
- San Gregorio nelle Alpi
- San Nicolò di Comelico
- San Pietro di Cadore
- San Tomaso Agordino
- San Vito di Cadore
- Santa Giustina
- Santo Stefano di Cadore
- Sedico
- Selva di Cadore
- Seren del Grappa
- Setteville
- Sospirolo
- Soverzene
- Sovramonte
- Taibon Agordino
- Tambre
- Val di Zoldo
- Vallada Agordina
- Valle di Cadore
- Vigo di Cadore
- Vodo di Cadore
- Voltago Agordino
- Zoppè di Cadore

### Comuni più popolosi
Di seguito è riportata la lista dei 10 comuni più popolosi della provincia aggiornata al 31 dicembre 2024.
| Posizione | Stemma | Comune di         | Popolazione (ab) | Superficie (km²) | Densità (ab/km²) | Altitudine (m s.l.m.) |
| --------- | ------ | ----------------- | ---------------- | ---------------- | ---------------- | --------------------- |
| 1º        |        | Belluno           | 35 497           | 147,22           | 241,12           | 389                   |
| 2º        |        | Feltre            | 20 622           | 99,79            | 206,65           | 325                   |
| 3°        |        | Borgo Valbelluna  | 13 578           | 167,69           | 80,97            | 362                   |
| 4º        |        | Sedico            | 10 115           | 91,20            | 110,91           | 317                   |
| 5º        |        | Ponte nelle Alpi  | 7 920            | 58,14            | 136,22           | 397                   |
| 6º        |        | Alpago            | 6 626            | 80,34            | 82,47            | 690                   |
| 7º        |        | Santa Giustina    | 6 606            | 35,92            | 183,91           | 306                   |
| 8º        |        | Setteville        | 5 841            | 82,44            | 70,85            | 288                   |
| 9º        |        | Cortina d'Ampezzo | 5 483            | 252,81           | 21,69            | 1.211                 |
| 10º       |        | Limana            | 5 414            | 39,12            | 138,39           | 349                   |

### Etnie e minoranze straniere
Al 31 dicembre 2018 la popolazione straniera residente in provincia contava 12 493 persone, pari al 6,16% della popolazione totale. Queste erano le nazionalità più numerose:
1. Romania 2 041
2. Ucraina 1 397
3. Marocco 1 383
4. Albania 954
5. Cina 922
6. Macedonia del Nord 713
7. Moldavia 597
8. Kosovo 546
9. Croazia 328
10. Brasile 231

Al 31 dicembre 2018 i comuni con la più alta percentuale di stranieri sul totale della popolazione erano Alano di Piave (13,98%) e Quero Vas (12,92%), entrambi in territorio Feltrino.

### Minoranze linguistiche

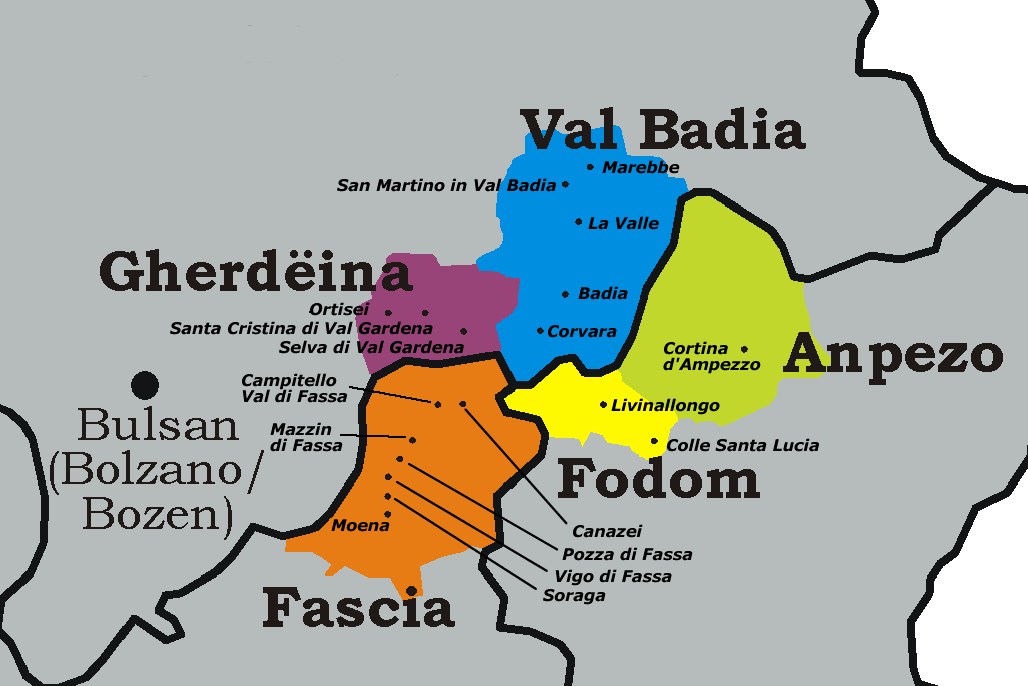
I comuni riconosciuti nell'ambito della cosiddetta Ladinia storica.

Nella provincia ci sono alcune minoranze linguistiche, tutelate dallo statuto provinciale:
- la minoranza ladina che è riconosciuta in 42 comuni della Provincia. I tre comuni di Colle Santa Lucia/Col, Livinallongo del Col di Lana/Fodom e Cortina d'Ampezzo/Anpezo sono territori che facevano parte dell'Austria-Ungheria e sono compresi nella Ladinia. La Ladinia storica non comprende però gli altri comuni riconosciuti di lingua ladina dalla legge 482/1999, che vanno a coprire assieme le regioni storico-geografiche del Cadore, dell'Agordino, del Comelico e di Zoldo lasciando ancora esclusa solamente la Val Schenèr.
- le minoranze germanofone dei comuni di Alpago e Tambre, appartenenti al gruppo dei Cimbri frequenti soprattutto nell'Altopiano di Asiago.

## Amministrazione

### Unioni montane
Prima della pubblicazione della L.R. 28 settembre 2012, n. 40 "Norme in materia di unioni montane" (modificata dalla L.R. 49/2012), tutti i comuni della provincia erano raggruppati in nove comunità montane successivamente trasformate in unioni montane.
| Unione montana                                    | Sede                    | Numero comuni                           | Sito web |
| ------------------------------------------------- | ----------------------- | --------------------------------------- | -------- |
| Unione montana Agordina                           | Agordo                  | 16                                      |          |
| Unione montana Alpago                             | Puos d'Alpago           | 3                                       |          |
| Unione montana Bellunese-Belluno Ponte nelle Alpi | Belluno                 | 2                                       |          |
| Unione montana Cadore Longaronese Zoldo           | Longarone               | 6                                       |          |
| Unione montana Centro Cadore                      | Auronzo di Cadore       | 8                                       |          |
| Unione montana Comelico                           | Santo Stefano di Cadore | 5                                       |          |
| Unione montana Feltrina                           | Feltre                  | 13 (di cui uno in provincia di Treviso) |          |
| Unione montana Val Belluna                        | Sedico                  | 4                                       |          |
| Unione montana Valle del Boite                    | Borca di Cadore         | 5                                       |          |

Unioni montane della provincia di Belluno

In occasione della riforma, Cortina d'Ampezzo ha deciso di recedere dall'ex comunità montana Valle del Boite: il comune è l'unico della provincia a non appartenere a un'unione montana.

### Onorificenze
— 18 luglio 2016

## Economia

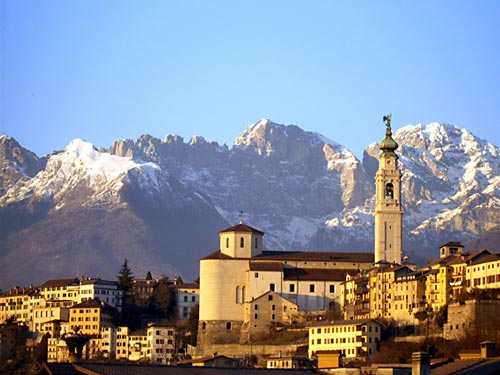
Belluno

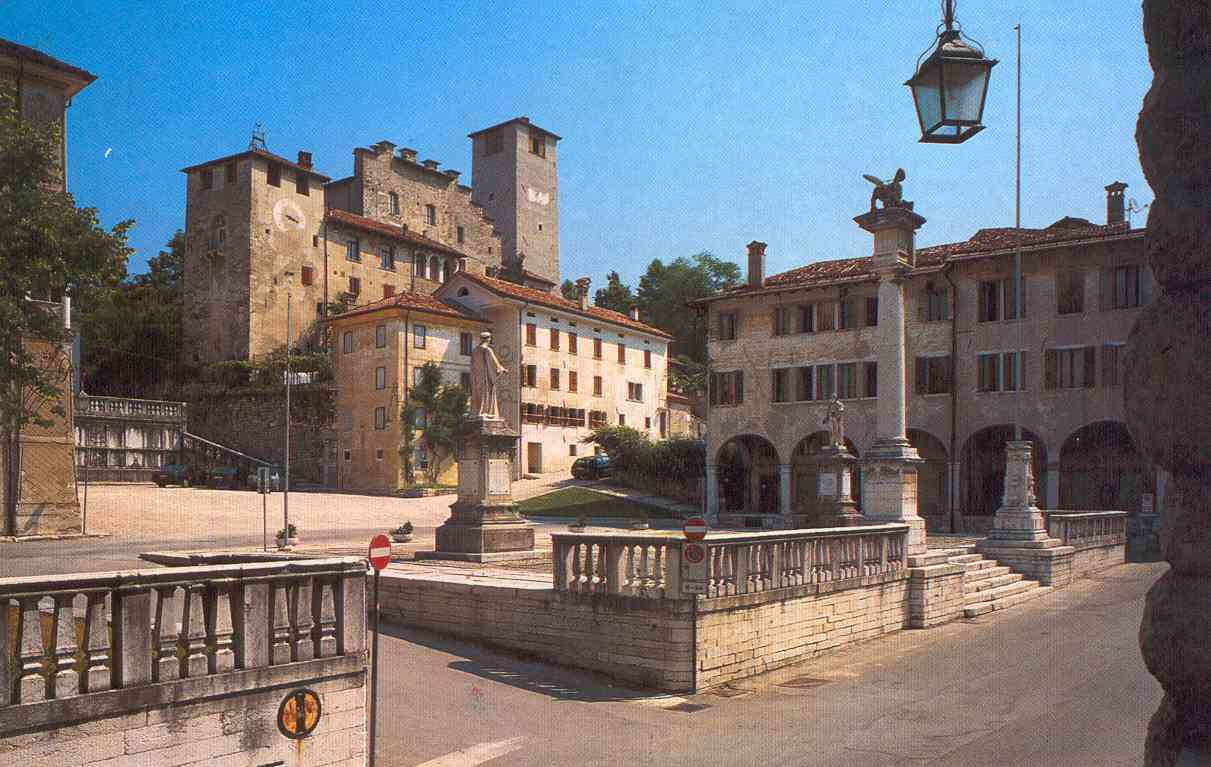
Feltre

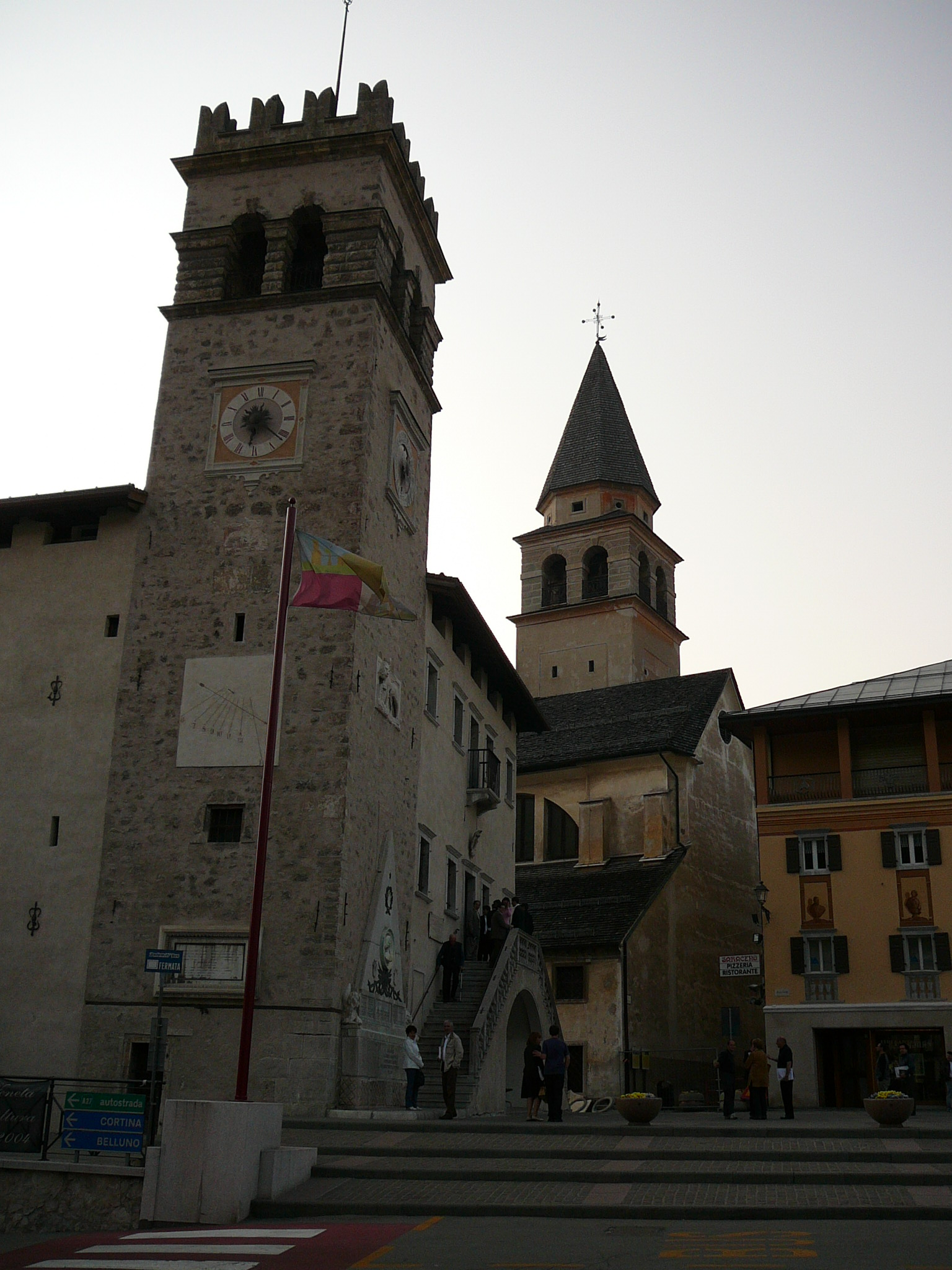
Pieve di Cadore

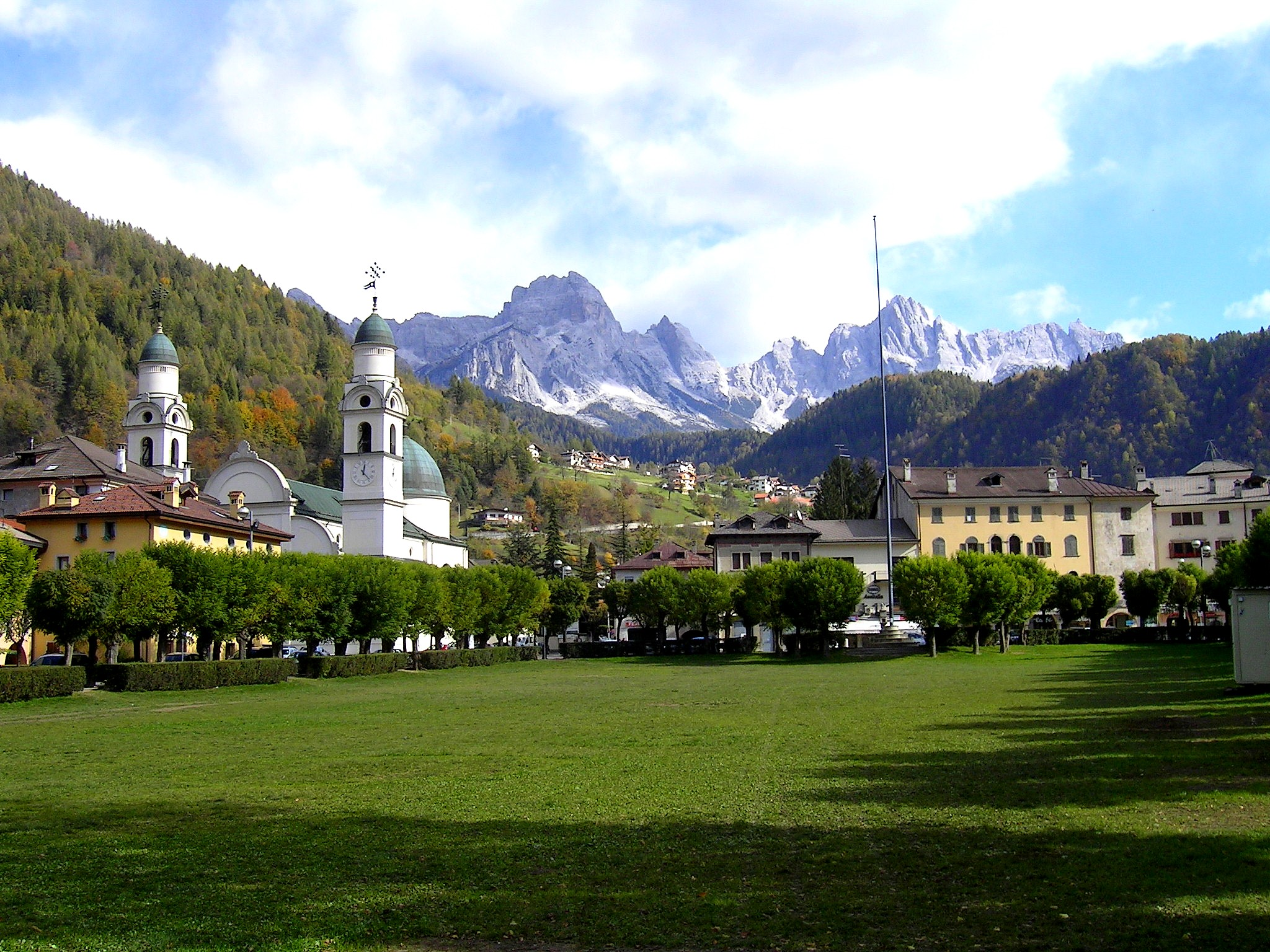
Agordo

### Agricoltura

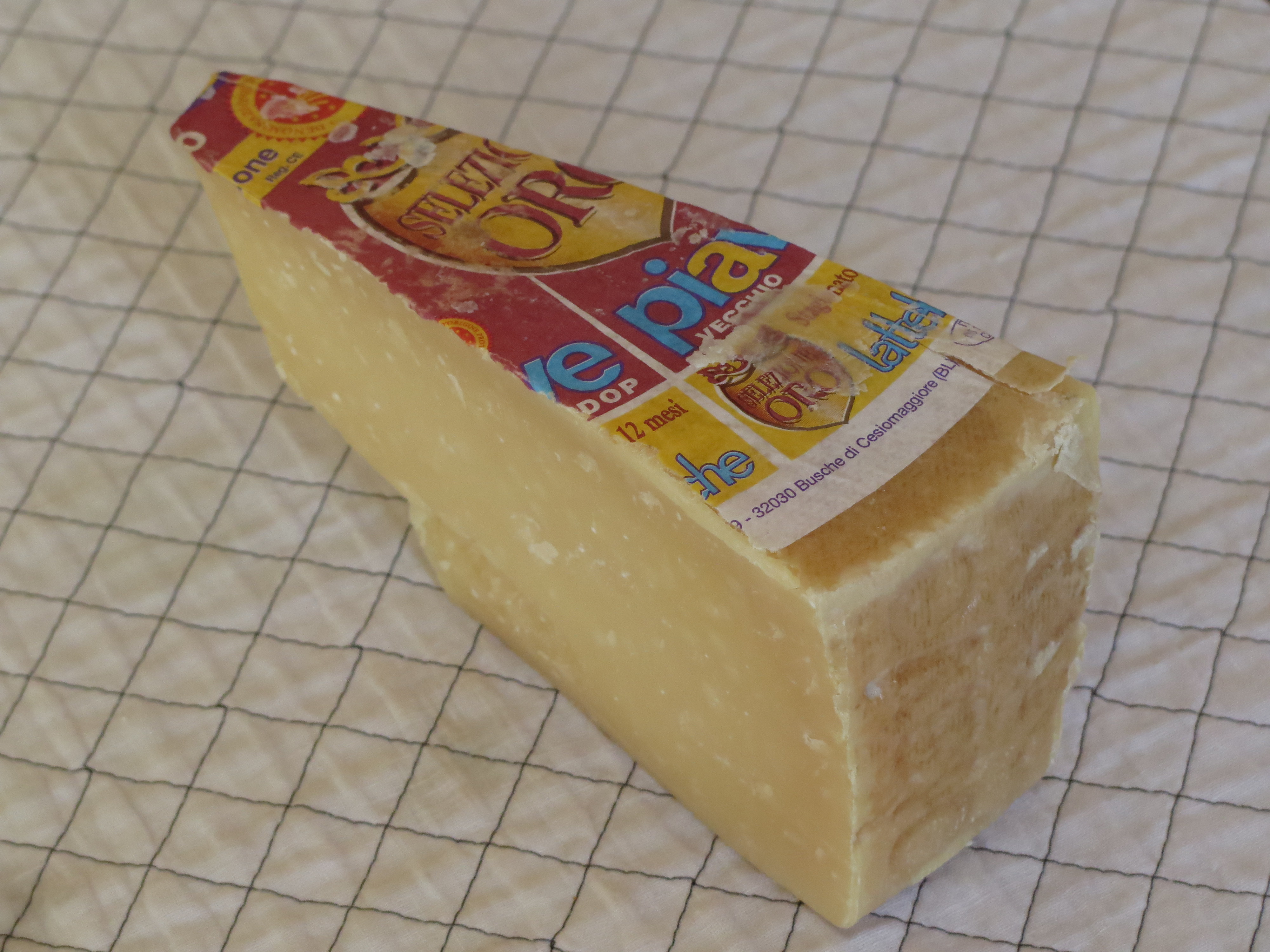
Una fetta di formaggio Piave vecchio selezione oro

L'attività agricola della provincia oggi, seppur ridimensionata, è caratterizzata in settori d'eccellenza come la coltivazione del Fagiolo di Lamon (IGP) nell'omonimo altipiano, il Fagiolo Gialet e il Mais Sponcio nella Valbelluna. L'allevamento di bovini e suini nei pascoli per la produzione del Pastin o dell'Agnello d'Alpago (specie autoctona) nell'omonima conca. Importante è la produzione di latticini come il formaggio Piave (DOP), il formaggio Dolomiti, il Formaggio agordino di malga e il Renaz.
Importanti le attività legate alla produzione del Miele delle Dolomiti Bellunesi e la coltivazione della patata di Cesiomaggiore.

### Industria
Nel Bellunese c'è uno dei distretti industriali più importanti del Nord-est, quello dell'occhiale, in particolare nelle zone dell'Agordino e del Cadore. Ad Agordo è nata la Luxottica, leader nella produzione di occhiali, a Longarone si annoverano invece la Marcolin, il Gruppo De Rigo e il maggiore stabilimento della Safilo. Oltre al settore dell'occhialeria di fondamentale importanza sono i settori della refrigerazione industriale (De Rigo Refrigeration, Epta , Zanussi) e dei sanitari (Ideal Standard, Ceramica Dolomite). Degno di nota è anche il settore lattiero-caseario (Lattebusche).
La provincia di Belluno fa parte del club dei 15, cioè le quindici province italiane più industrializzate secondo questi criteri:
- alto reddito (20 000 euro per abitante – primo quartile per l'Italia);
- contributo dell'industria (comprese costruzioni) al valore aggiunto superiore al 35% - la UE 25 ha una media del 29% (Italia 28%) ed individua la soglia dei territori industriali al 30%;
- quota dell'occupazione industriale superiore al 40% - la UE 25 ha una media del 27% (Italia 31%).

### Turismo
Un settore importante per l'economia è il turismo: la provincia può vantare alcune delle stazioni turistiche montane più note a livello nazionale, tra cui Cortina d'Ampezzo, lo SkiCivetta con Selva di Cadore, Alleghe e Val di Zoldo, Auronzo di Cadore, Falcade, Arabba, Marmolada, Alpe del Nevegal, Forcella Aurine e in generale le zone del Cadore e dell'Agordino.

## Infrastrutture e trasporti

### Strade

#### Autostrade
| Numero | Soprannome  | Inizio                              | Fine                                 |
| ------ | ----------- | ----------------------------------- | ------------------------------------ |
| A27    | di Alemagna | innesto dalla tangenziale di Mestre | innesto nella SS 51 a Pian di Vedoia |

#### Strade statali
L'elenco non comprende le strade statali declassate a strada regionale o a strada provinciale (registrate però nelle apposite sezioni). Questo elenco tratta le soli strade gestite dall'ANAS.
| Numero    | Denominazione                 | Inizio                                 | Fine                                  |
| --------- | ----------------------------- | -------------------------------------- | ------------------------------------- |
| SS 50     | del Grappa e del Passo Rolle* | innesto dalla SS 51 a Ponte nelle Alpi | innesto nella SS 48 a Predazzo        |
| SS 50 bis | del Grappa e del Passo Rolle  | innesto dalla SS 50 a Arsiè            | innesto nella SS 47 a Primolano       |
| SS 51     | di Alemagna                   | innesto dalla SS 13 a Conegliano       | innesto nella SS 49 a Dobbiaco        |
| SS 51 bis | di Alemagna                   | innesto dalla SS 51 a Tai di Cadore    | innesto nella SS 52 a Lozzo di Cadore |
| SS 52     | Carnica                       | innesto dalla SS 13 a Carnia           | innesto nella SS 49 a San Candido     |

*Solo da Ponte nelle Alpi a Fonzaso. Da Fonzaso la gestione passa a Veneto Strade e quindi diventa SR 50.

#### Strade regionali
Le strade regionali sono strade gestite dalla società Veneto Strade e sono tutte strade statali declassate. Oltre alla già citata SR 50 nel territorio della provincia di Belluno ci sono:
| Numero                 | Denominazione    | Inizio                              | Fine                                          |
| ---------------------- | ---------------- | ----------------------------------- | --------------------------------------------- |
| SR 48                  | delle Dolomiti   | innesto dalla SS 12 a Ora           | innesto nella SS 52 a Cima Gogna              |
| SR 203                 | Agordina         | innesto dalla SS 50 a Sedico        | innesto nella SR 48 a Cernadoi                |
| SR 204 (ex SS 203 dir) | Belluno-Mas      | innesto dalla SR 203 a Vignole      | innesto nella SS 50 a Belluno                 |
| SR 348                 | Feltrina         | innesto dalla SS 53 a Treviso       | innesto nella SS 50 a Feltre                  |
| SR 355                 | della Val Degano | innesto dalla SS 52 a Villa Santina | innesto nella SS 52 a Santo Stefano di Cadore |

### Trasporto pubblico su gomma
Il servizio pubblico su gomma viene svolto prevalentemente dalla DolomitiBus che garantisce tutti i collegamenti interni alla provincia, i servizi urbani di Auronzo di Cadore, Belluno, Cortina d'Ampezzo, Feltre e Pieve di Cadore, oltre ad alcuni collegamenti a media percorrenza con Vittorio Veneto, con l'aeroporto di Venezia e, nella stagione estiva, con Jesolo.
I collegamenti con le province confinanti vengono garantiti anche da altre compagnie:
- Alto Adige mobilità gestisce la linea Cortina - Dobbiaco;
- Arriva Udine gestisce la linea Sappada - San Candido, che transita per il Comelico;
- ATAP collega Belluno e Longarone con Claut;
- Mobilità di Marca collega Montebelluna, Valdobbiadene e le frazioni del comune bellunese di Setteville con Feltre;
- Trentino Trasporti collega Feltre con il Primiero e Borgo Valsugana.

### Funivie
In provincia si trovano diverse funivie, tra cui una delle più importanti è la funivia del Lagazuoi che collega il passo di Falzarego (2.117 m) con il rifugio Lagazuoi (2.752 m), nei pressi del Piccolo Lagazuoi, nel territorio comunale di Cortina d'Ampezzo.
Vi si trovano inoltre due delle sei funivie italiane che superano i 3.000 metri: la funivia della Marmolada, che raggiunge la quota di 3.265 metri alla stazione di Punta Rocca, e la Funivia della Tofana che da Cortina d'Ampezzo sale ai 3.244 metri della Tofana di Mezzo.

### Ferrovie
La provincia è attraversata dalle seguenti linee:
- Ferrovia Calalzo-Padova (stazioni di: Calalzo-Pieve di Cadore-Cortina, Perarolo di Cadore, Longarone-Zoldo, Ponte nelle Alpi-Polpet, Belluno, Sedico-Bribano, Santa Giustina-Cesio, Busche-Lentiai-Mel, Feltre, Quero-Vas, Alano-Fener-Valdobbiadene);
- Ponte nelle Alpi-Conegliano (Ponte nelle Alpi-Polpet, Stazione per l'Alpago, Santa Croce del Lago).

Entrambe le linee sono a binario unico, elettrificate nel tratto Belluno-Ponte nelle Alpi-Conegliano. L'elettrificazione è in corso anche sulla tratta Belluno-Montebelluna, con completamento previsto entro dicembre 2025. La principale stazione è quella di Belluno; altre stazioni importanti sono quelle di Feltre, Calalzo (stazione terminale della linea) e Ponte nelle Alpi (dove si diramano le linee per il Cadore e per Conegliano).
Il trasporto regionale è gestito da Trenitalia, che garantisce collegamenti diretti con Conegliano, Treviso, Venezia e Padova, mentre dal dicembre 2023 è presente anche il treno Espresso stagionale Calalzo - Roma Termini di Treni Turistici Italiani.
Tra il 1925 e il 1955 fu attiva la linea Bribano-Agordo, mentre dal 1921 al 1964 fu attiva la Ferrovia delle Dolomiti tra Calalzo di Cadore e Dobbiaco via Cortina; entrambe queste linee erano a binario unico ed elettrificate (la linea tra Calalzo e Dobbiaco era a scartamento ridotto).
Tra il 1955 e il 1999 fu attiva la Freccia delle Dolomiti, un collegamento diretto tra Calalzo di Cadore e Milano. Fino al 2011 è esistito anche un treno espresso diretto tra Calalzo e Roma.

### Aeroporti
In provincia di Belluno esistono due aeroporti: quello di Belluno (civile e turistico, con pista in erba) e quello di Cortina d'Ampezzo, sito in località Fiames (civile, in conglomerato bituminoso, inattivo dal 1976; è in corso la riconversione a eliporto). Attualmente è stato inaugurato un campo di volo nelle vicinanze di Sedico la località è PRAPAVEI, 2 km da Sedico.

## Sport
La tradizione sportiva della provincia è soprattutto legata alle discipline invernali sia a livello di atleti che di manifestazioni: nel 1956 a Cortina d'Ampezzo si svolsero i VII Giochi olimpici invernali e nel 1985 Belluno (Alpe del Nevegal) fu sede della XII Universiade invernale. La località ampezzana ha ospitato anche campionati mondiali di bob, sci alpino, sci nordico e curling. In queste discipline risultati importanti sono stati ottenuti da diversi atleti quali Eugenio Monti (bob), Kristian Ghedina (sci alpino), Maurilio De Zolt, Silvio Fauner e Pietro Piller Cottrer (sci nordico). Nelle discipline di squadra (curling, hockey su ghiaccio) molti sono i giocatori dati alla nazionale e gli scudetti conquistati. Le principali squadre di hockey su ghiaccio della provincia sono la SG Cortina, l'HC Alleghe, l'USG Zoldo, l'HC Auronzo e l'HC Feltreghiaccio. A Belluno si trova inoltre una squadra di broomball, campione d'Europa nel 2019.
All'infuori delle discipline invernali negli sport di squadra si registrano partecipazioni al massimo campionato italiano nella pallavolo maschile (5 stagioni per la Pallavolo Belluno negli anni settanta-ottanta più un campionato nella stagione 2011-12 con la Sisley Volley nel suo ultimo anno di attività) e nel calcio femminile (Belluno Femminile, 2 stagioni nel 1980 e 1981). Buoni risultati sono stati ottenuti nel calcio a 5 grazie alla Canottieri Belluno e nel rugby (7 stagioni per il Rugby Belluno, l'ultima nel 2000-01) nel campionato di serie A2. Nel calcio a 11 maschile disputarono la serie C nel secondo dopoguerra la Feltrese e il Belluno (il Belluno disputò poi due stagioni in C2 nei primi anni 2000); nel 2021 tali club, unitamente all'Union San Giorgio di Sedico, si sono unite nella Dolomiti Bellunesi. Nel basket non sono stati invece raccolti risultati di particolare rilievo.
La provincia viene attraversata regolarmente dal Giro d'Italia e spesso i suoi passi costituiscono la Cima Coppi (addirittura 13 volte il Passo Pordoi). L'unico ciclista bellunese ad essere riuscito a vincere una tappa di questa manifestazione è stato Giovanni Knapp nel 1966.

## Cultura

### Scuola e università
Nel territorio provinciale sono distribuite in maniera abbastanza uniforme le scuole dell'obbligo, dalla scuola dell'infanzia alle scuole superiori.
Per quanto riguarda la formazione postsuperiori esistono alcuni centri specializzati, mentre per quanto riguarda l'università c'è una succursale dell'Università degli Studi di Padova a Feltre. In particolare si contano i seguenti corsi universitari: il corso di laurea in Infermieristica, il corso di laurea in Tecniche della prevenzione nell'ambiente e nei luoghi di lavoro, il master di primo livello in Prevenzione ed emergenza in territorio montano e d'alta quota e parzialmente il master di primo livello in Infermiere specialista in patologia e endoscopia dell'apparato digerente.

### Giornali locali
Sono diffusi due quotidiani e un settimanale:
- Il Gazzettino (quotidiano)
- Il Corriere delle Alpi (quotidiano)
- L'Amico del Popolo (settimanale)
- Bellunopress (quotidiano on line)

#### Televisione locale
È attiva una televisione locale, denominata Telebelluno Dolomiti.

#### Radio locali
Sono diffuse le seguenti radio locali:
- Radio Belluno (Belluno)
- Radio Cortina (Cortina d'Ampezzo)
- Radio club 103 (Valle di Cadore)
- Radio Piave in blu (Belluno)
- Radio Più (Taibon Agordino)
- Radio Valbelluna (Belluno)